# Jardim da Torre de Belém
O Jardim da Torre de Belém, oficialmente Jardim António Viana Barreto, é um jardim situado em Lisboa.

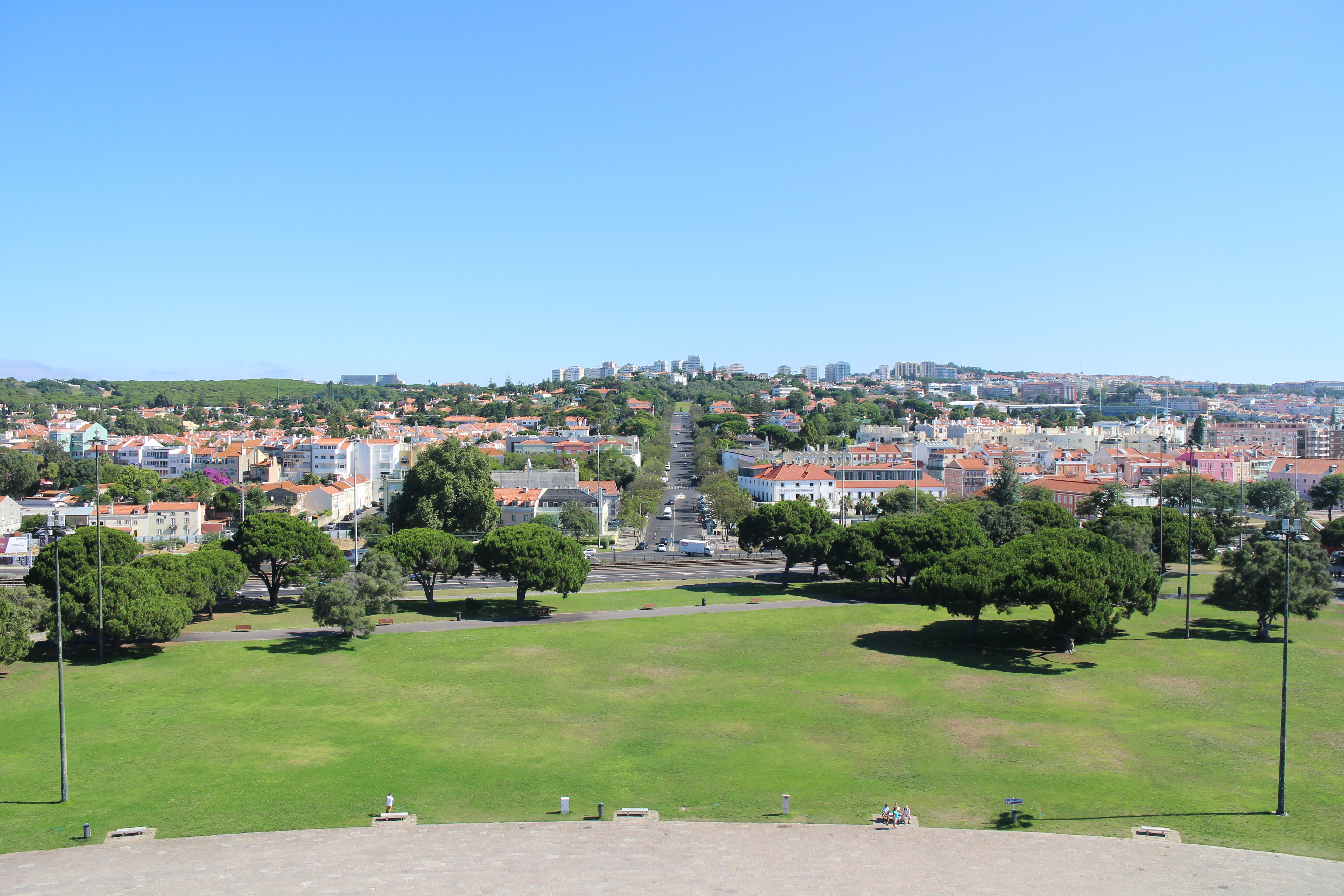
Vista a partir da Torre de Belém

Possui uma área de 4,7 ha. Encontra-se na Avenida de Brasília, junto à Torre de Belém. Foi construído em 1940, por ocasião da Grande Exposição do Mundo Português. e tem apenas 4,5 hectares